# Cymbalaria
Cymbalaria este un gen de aproximativ 10 de specii de plante erbacee perene clasificate anterior în familia Scrophulariaceae, dar acum clasificate în familia Plantaginaceae, conform cercetărilor genetice recent.
Genul este originar din sudul Europei. Este strâns înrudit cu genurile Linaria și Antirrhinum, dar diferind prin creșterea târâtoare și florile individuale în loc de spice. Denumirea științifică înseamnă „asemănător cu un cimbal" datorită frunzelor rotunjite.
Specia cea mai cunoscută este Cymbalaria muralis, originară din sud-vestul Europei. A ajuns naturalizată pe scară largă în alte părți și este de obicei vândută ca plantă de grădină. C. muralis crește de obicei în fisuri și crevase din pereți și cărări sau printre pietre și grohotișuri.

## Specii
Speciile acceptate sunt:
- Cymbalaria aequitriloba (Viv.) A. Chev.
- Cymbalaria bakhtiarica Podlech & Iranshahr
- Cymbalaria glutinosa Bigazzi & Raffaelli
- Cymbalaria hepaticifolia (Poir.) Wettst.
- Cymbalaria longipes (Boiss. & Heldr.) A. Chev.
- Cymbalaria microcalyx (Boiss.) Wettst.
- Cymbalaria muelleri (Moris) A. Chev.
- Cymbalaria muralis G. Gaertn., B. Mey. & Schreb.
- Cymbalaria pallida (Ten.) Wettst.
- Cymbalaria pluttula (Rech.f.) Speta
- Cymbalaria pubescens (J. Presl & C. Presl) Cufod.

## Taxonomie
Genul a fost descris ca Cymbalaria de către botanistul englez John Hill în 1756.

## Galerie

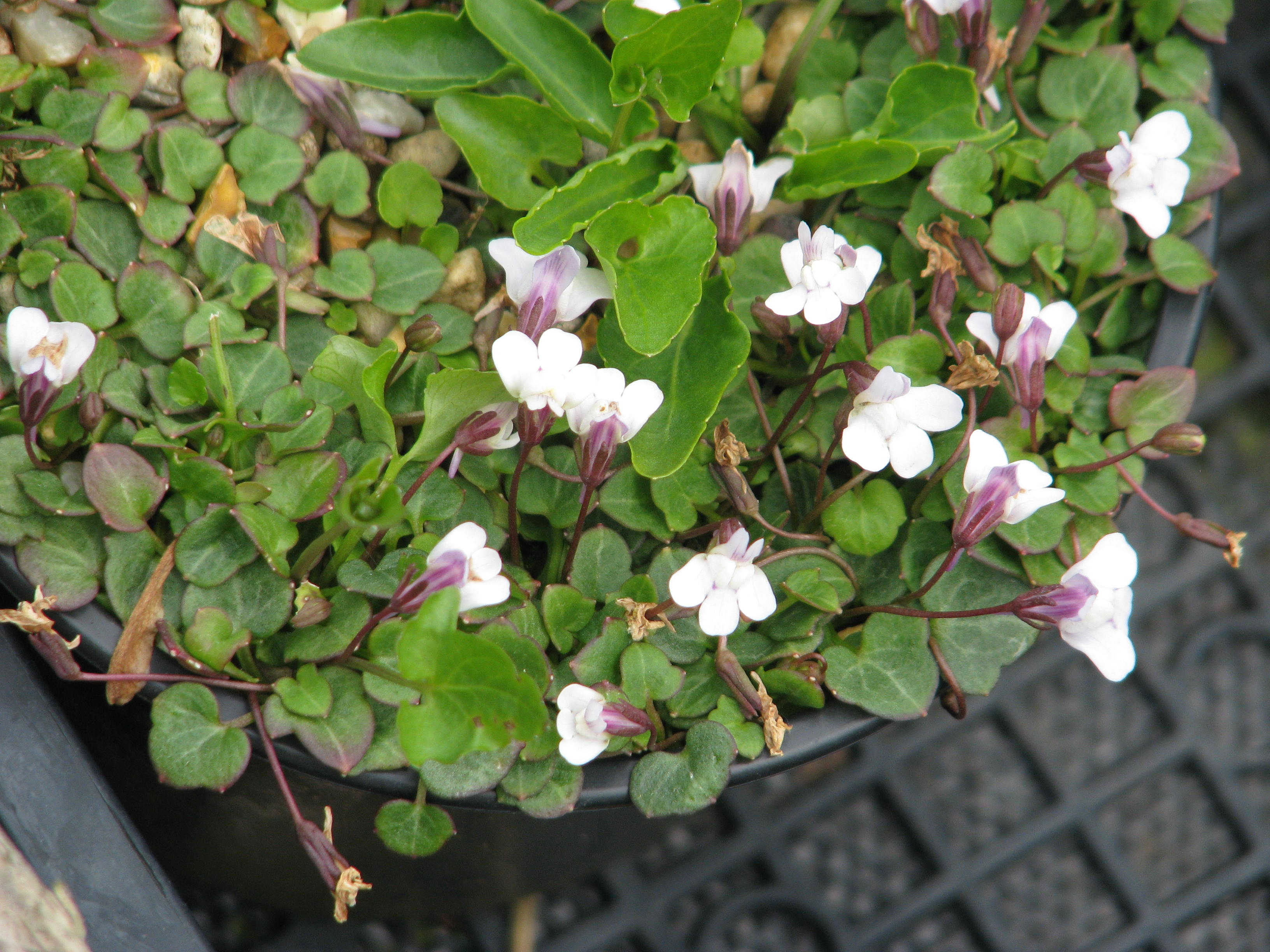
Cymbalaria hepaticifolia
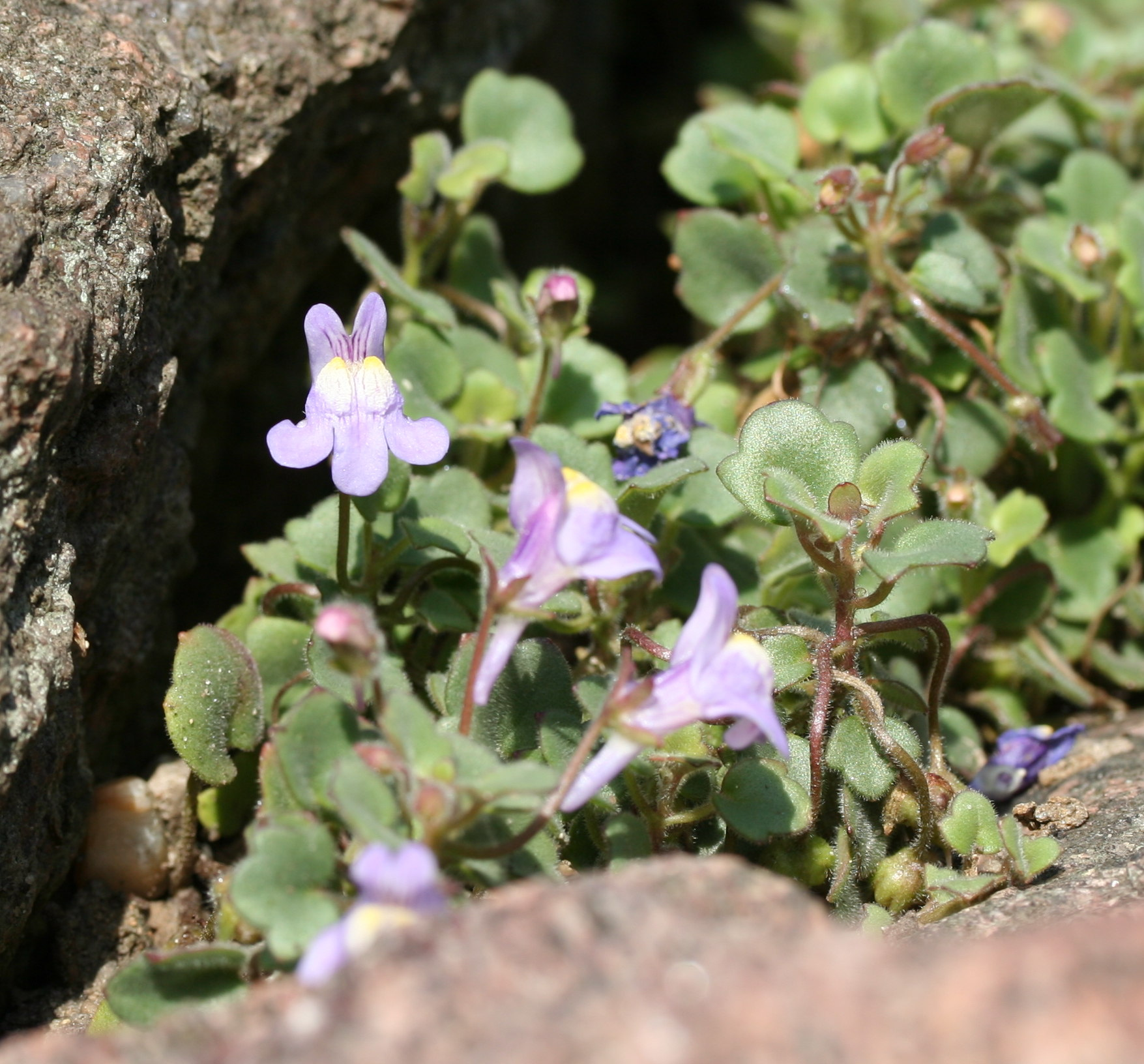
Cymbalaria pallida
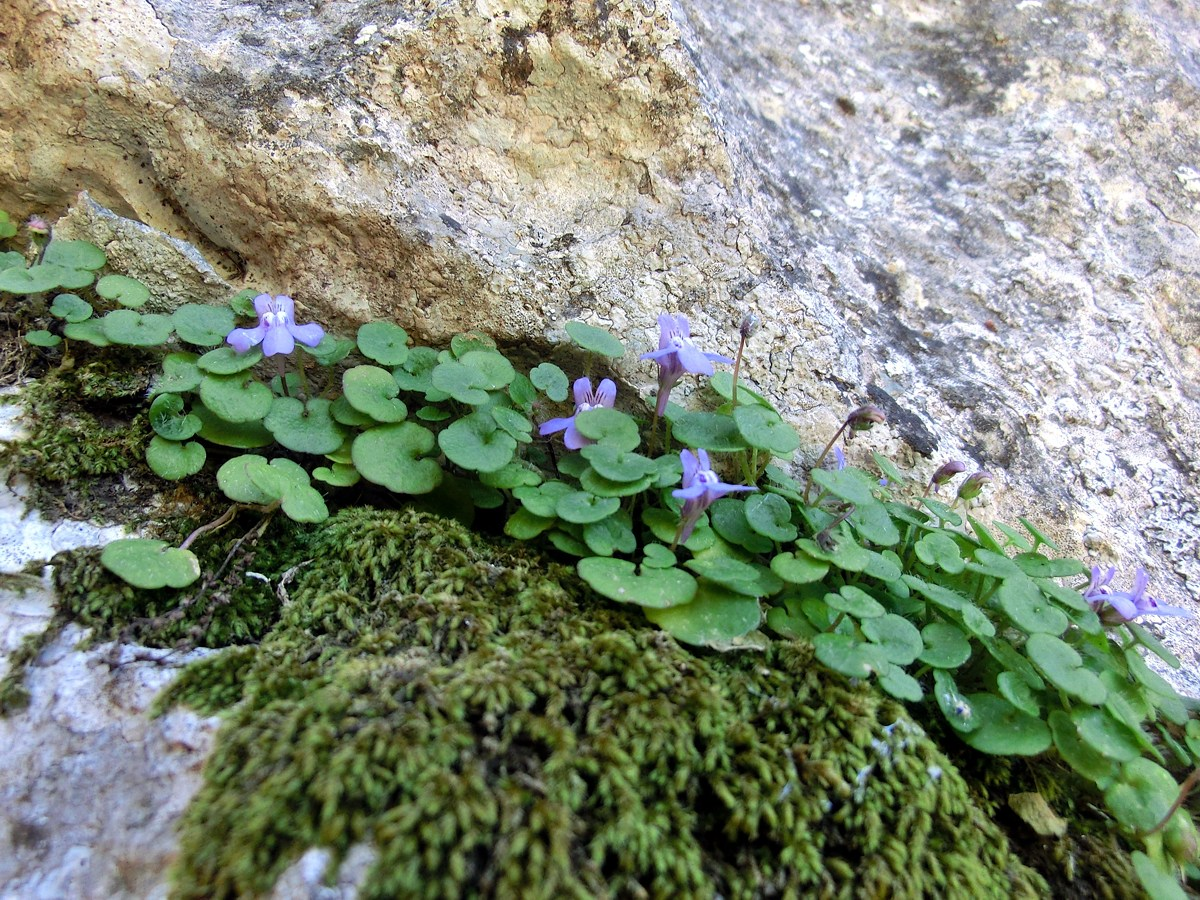
Cymbalaria aequitriloba
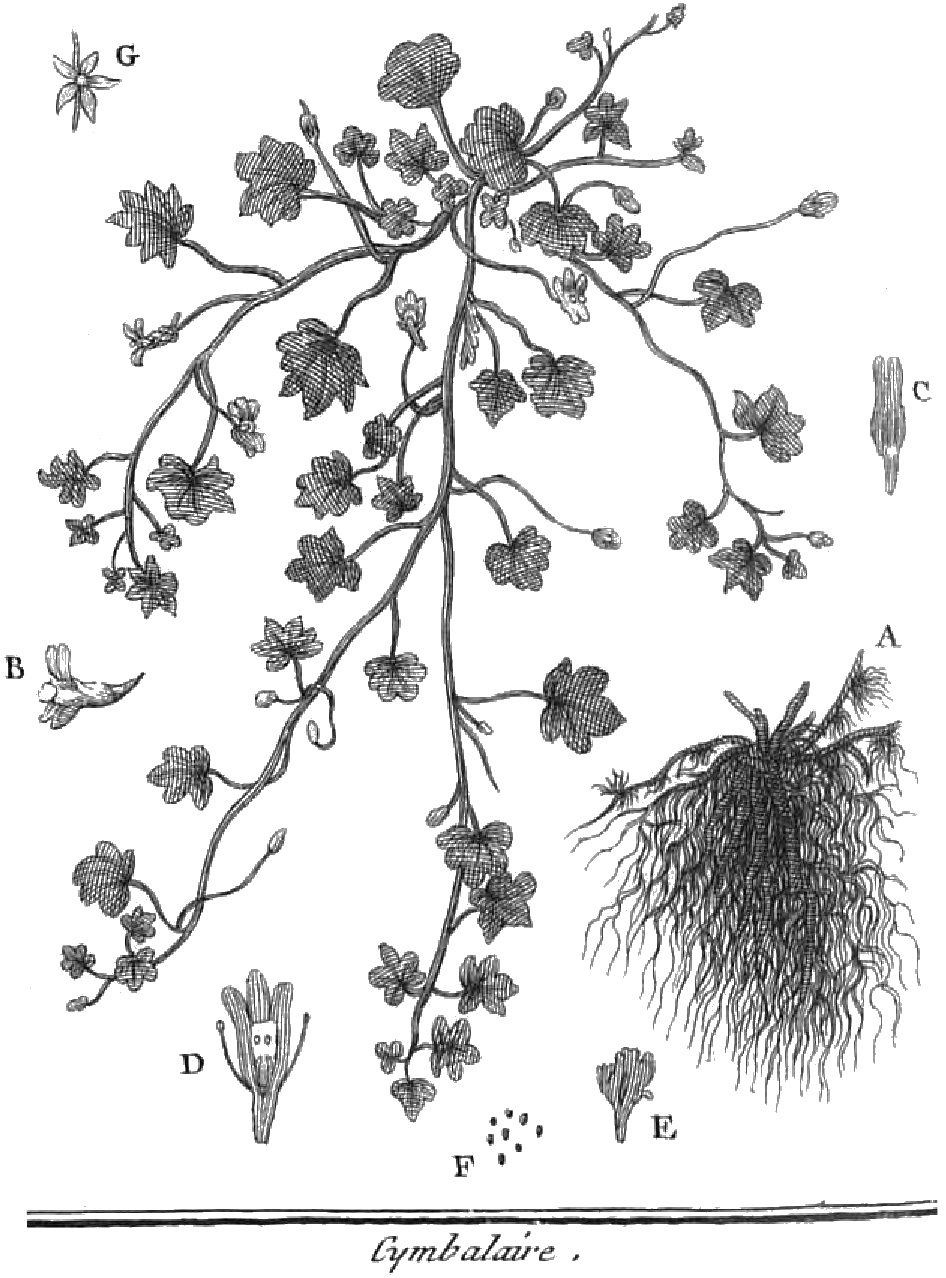
Cymbalaria
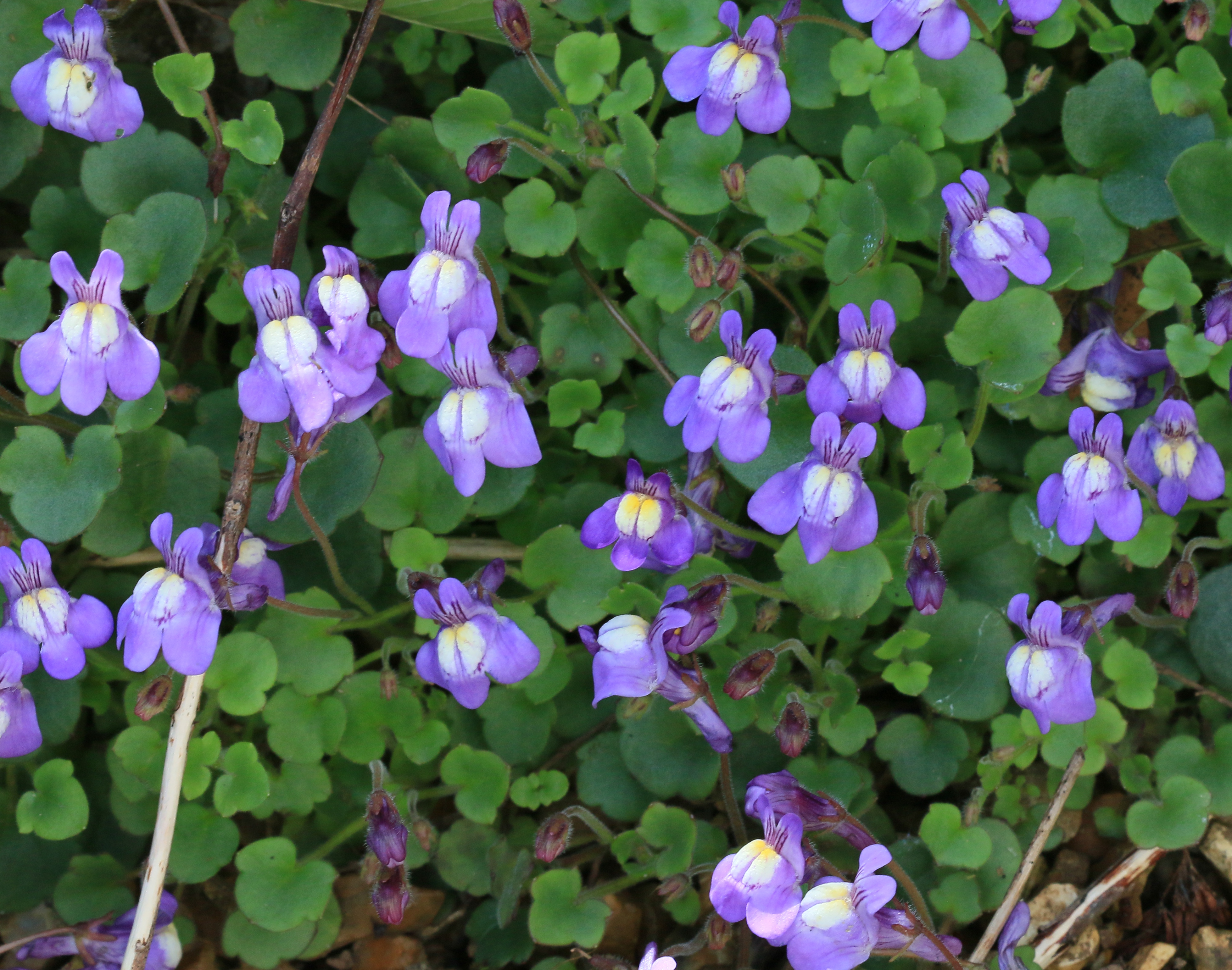
Cymbalaria sp.